# José María de la Plaza
José María de la Plaza fue un militar argentino que participó de la guerra de la independencia en el frente norte y en la lucha contra las tribus indias en la frontera de la provincia de Buenos Aires.

## Biografía
José María de la Plaza nació en Santiago del Estero a comienzos del siglo XIX, hijo de Marcos de la Plaza y Clara Lugones.
Fue incorporado como soldado de artillería al Ejército del Norte comandado por Manuel Belgrano. Fue tomado prisionero en la batalla de Ayohuma el 14 de noviembre de 1813, recuperando la libertad al año siguiente. Continuó prestando servicios hasta alcanzar el grado de sargento veterano de caballería.
En 1829 integró la división rosista Los Libres del Sud en el Combate de las Vizcacheras, en el que resultó herido. El 22 de enero de 1830 fue ascendido a teniente 2.º del Regimiento N.º 7 de Milicias de Caballería siendo destinado a la guarnición en la Guardia del Monte y en 1831 a la de Lobos con el grado de teniente 1.º. En 1832 fue ascendido a capitán y destinado a la Subinspección de Campaña.
Si bien no participó de la Campaña de Rosas al Desierto, a mediados de 1832 fue destinado a la Fortaleza Protectora Argentina (Bahía Blanca) a las órdenes del teniente coronel Manuel Delgado el cual se hallaba como rehén de los boroganos.
Persiguió a los indios ranqueles del cacique Yanquetruz y su hijo Pichún logrando rescatar numerosas cautivas, formando su hogar con una de ellas, Petrona Villagrán.
En 1834 se desempeñó como segundo al mando en el Fuerte 25 de Mayo en Cruz de Guerra y en 1835 fue ascendido a sargento mayor graduado y a efectivo el 1 de junio de 1839.
Siguiendo las órdenes de Juan Manuel de Rosas hizo decapitar al coronel Vicente Baldéz, derrotado el 30 de septiembre de 1840 en el combate de Cabeza de Buey (Bolívar).
El 29 de noviembre de ese año fue ascendido a teniente coronel y en septiembre de 1842 había sido ascendido a comandante del Fuerte 25 de Mayo.
Gravemente enfermo pasó al cantón de las Mulitas, al Fuerte de Lobos y finalmente a la Guardia de Luján, donde falleció el 2 de agosto de 1846, siendo sepultado en el cementerio de esa ciudad.
En su testamento menciona haberse casado con Bernarda Solís.